# Highland Falls
Highland Falls ist ein Dorf im Orange County im US-Bundesstaat New York mit 3.900 Einwohnern (Stand 2010). Die Ortschaft gehört als Gemeindeteil zur Stadt Highlands. Das Dorfgebiet von Highland Falls umfasst 2,9 km², darunter 0,9 % Wasserflächen. Der Ort ist Teil der durch das United States Census Bureau festgelegten Poughkeepsie–Newburgh–Middletown Metropolitan Statistical Area und gehört auch zur größeren New York Metropolitan Area. In Ortsnähe liegt die United States Military Academy von West Point.
Highland Falls wurde 1906 gegründet und hieß früher Buttermilk Falls.

## Demografie
Die bei der Volkszählung im Jahr 2000 ermittelten 3.678 Einwohner von Highland Falls lebten in 1.567 Haushalten; darunter waren 922 Familien. Die Bevölkerungsdichte betrug 1.279 pro km². Im Ort wurden 1.657 Wohneinheiten erfasst. Unter der Bevölkerung waren 76,9 % Weiße, 12,8 % Afroamerikaner, 0,4 % amerikanische Indianer, 2,2 % Asiaten und 4,0 % von anderen Ethnien; 3,8 % gaben die Zugehörigkeit zu mehreren Ethnien an.
Unter den 1.567 Haushalten hatten 28,9 % Kinder unter 18 Jahren; 42,6 % waren verheiratete zusammenlebende Paare. 35,6 % der Haushalte waren Singlehaushalte. Die durchschnittliche Haushaltsgröße war 2,35, die durchschnittliche Familiengröße 3,13 Personen.
Die Bevölkerung verteilte sich auf 24,0 % unter 18 Jahren, 7,1 % von 18 bis 24 Jahren, 30,6 % von 25 bis 44 Jahren, 22,6 % von 45 bis 64 Jahren und 15,7 % von 65 Jahren oder älter. Der Median des Alters betrug 38 Jahre.
Der Median des Haushaltseinkommens betrug 45.833 $, der Median des Familieneinkommens 57.885 $. Das Pro-Kopf-Einkommen in Highland Falls betrug 24.100 $. Unter der Armutsgrenze lebten 4,7 % der Bevölkerung.

## National Register of Historic Places
Eine Reihe von Bauten in Highland Falls wurde am 23. November 1982 im Rahmen als Bestandteil der Hudson Highlands Multiple Resource Area in das National Register of Historic Places eingetragen.
| Referenznummer | Name des Bauwerks                           | Adresse       | Eintragsdatum |
| -------------- | ------------------------------------------- | ------------- | ------------- |
| 82001213       | Church of the Holy Innocents and Rectory    | 112 Main St.  | 23. Nov. 1982 |
| 82001216       | First Presbyterian Church of Highland Falls | 140 Main St.  | 23. Nov. 1982 |
| 82001218       | Highland Falls Railroad Depot               | Dock Rd.      | 23. Nov. 1982 |
| 82001219       | Highland Falls Village Hall                 | Main St.      | 23. Nov. 1982 |
| 82001221       | House at 116 Main Street                    | 116 Main St.  | 23. Nov. 1982 |
| 82001220       | House at 37 Center Street                   | 37 Center St. | 23. Nov. 1982 |
| 82001223       | Parry House                                 | Michel Rd.    | 23. Nov. 1982 |
| 82001224       | Pine Terrace                                | Main St.      | 23. Nov. 1982 |
| 82001226       | The Squirrels                               | 225 Main St.  | 23. Nov. 1982 |
| 82001228       | Stonihurst                                  | NY 218        | 23. Nov. 1982 |
| 82001230       | Webb Lane House                             | Webb Lane     | 23. Nov. 1982 |

## Sonstiges
Der Schauspieler Charles Durning (* 1923; † 2012) wurde in Highland Falls geboren.
Der Titel des Songs Summer, Highland Falls von Billy Joel bezieht sich auf Highland Falls, erwähnt den Ort jedoch nur im Songtitel.